# Mid Bedfordshire
Circonscription parlementaire de la Chambre des communes
La circonscription de Mid Bedfordshire est une circonscription électorale anglaise située dans le Bedfordshire. Elle est représentée à la Chambre des communes du Parlement britannique par Alistair Strathern du Parti travailliste à la suite d'une élection partielle en octobre 2023. 

## Géographie
La circonscription comprend :
- Les villes de Ampthill, Flitwick, Shefford et Woburn
- Les villages de Turvey et Toddington

## Députés
Les Members of Parliament (MPs) de la circonscription sont :
| Législature      | Années      | Député           | Député             | Parti        |
| ---------------- | ----------- | ---------------- | ------------------ | ------------ |
| Mid Bedfordshire |             |                  |                    |              |
| 31e              | 1918–1922   |                  | Maximilian Townley | Conservateur |
| 32e              | 1922–1923   |                  | Frederick Linfield | Libéral      |
| 33e              | 1923–1924   |                  | Frederick Linfield | Libéral      |
| 34e              | 1924–1929   |                  | William Warner     | Conservateur |
| 35e              | 1929–1931   |                  | Milner Gray        | Libéral      |
| 36e              | 1931–1935   |                  | Alan Lennox-Boyd   | Conservateur |
| 37e              | 1935–1945   |                  | Alan Lennox-Boyd   | Conservateur |
| 38e              | 1945–1950   |                  | Alan Lennox-Boyd   | Conservateur |
| 39e              | 1950–1951   |                  | Alan Lennox-Boyd   | Conservateur |
| 40e              | 1951–1955   |                  | Alan Lennox-Boyd   | Conservateur |
| 41e              | 1955–1957   |                  | Alan Lennox-Boyd   | Conservateur |
| 42e              | 1959–1960   |                  | Alan Lennox-Boyd   | Conservateur |
| 42e              | 1960-1961   | Stephen Hastings |                    | Conservateur |
| 43e              | 1964–1966   | Stephen Hastings |                    | Conservateur |
| 44e              | 1966–1970   | Stephen Hastings |                    | Conservateur |
| 45e              | 1970–1974   | Stephen Hastings |                    | Conservateur |
| 46e              | 1974–1974   | Stephen Hastings |                    | Conservateur |
| 47e              | 1974–1979   | Stephen Hastings |                    | Conservateur |
| 48e              | 1979–1983   | Stephen Hastings |                    | Conservateur |
| 49e              | 1983–1987   | Nicholas Lyell   |                    | Conservateur |
| 50e              | 1987–1992   | Nicholas Lyell   |                    | Conservateur |
| 51e              | 1992–1997   | Nicholas Lyell   |                    | Conservateur |
| 52e              | 1997–2001   | Jonathan Sayeed  |                    | Conservateur |
| 53e              | 2001–2005   | Jonathan Sayeed  |                    | Conservateur |
| 54e              | 2005–2010   | Nadine Dorries   |                    | Conservateur |
| 55e              | 2010–2012   | Nadine Dorries   |                    | Conservateur |
| 55e              | 2012-2013   | Nadine Dorries   |                    | Indépendant  |
| 55e              | 2013-2015   | Nadine Dorries   |                    | Conservateur |
| 56e              | 2015–2017   | Nadine Dorries   |                    | Conservateur |
| 57e              | 2017–2019   | Nadine Dorries   |                    | Conservateur |
| 58e              | 2019–2023   | Nadine Dorries   |                    | Conservateur |
| 58e              | depuis 2023 |                  | Alistair Strathern | Travailliste |

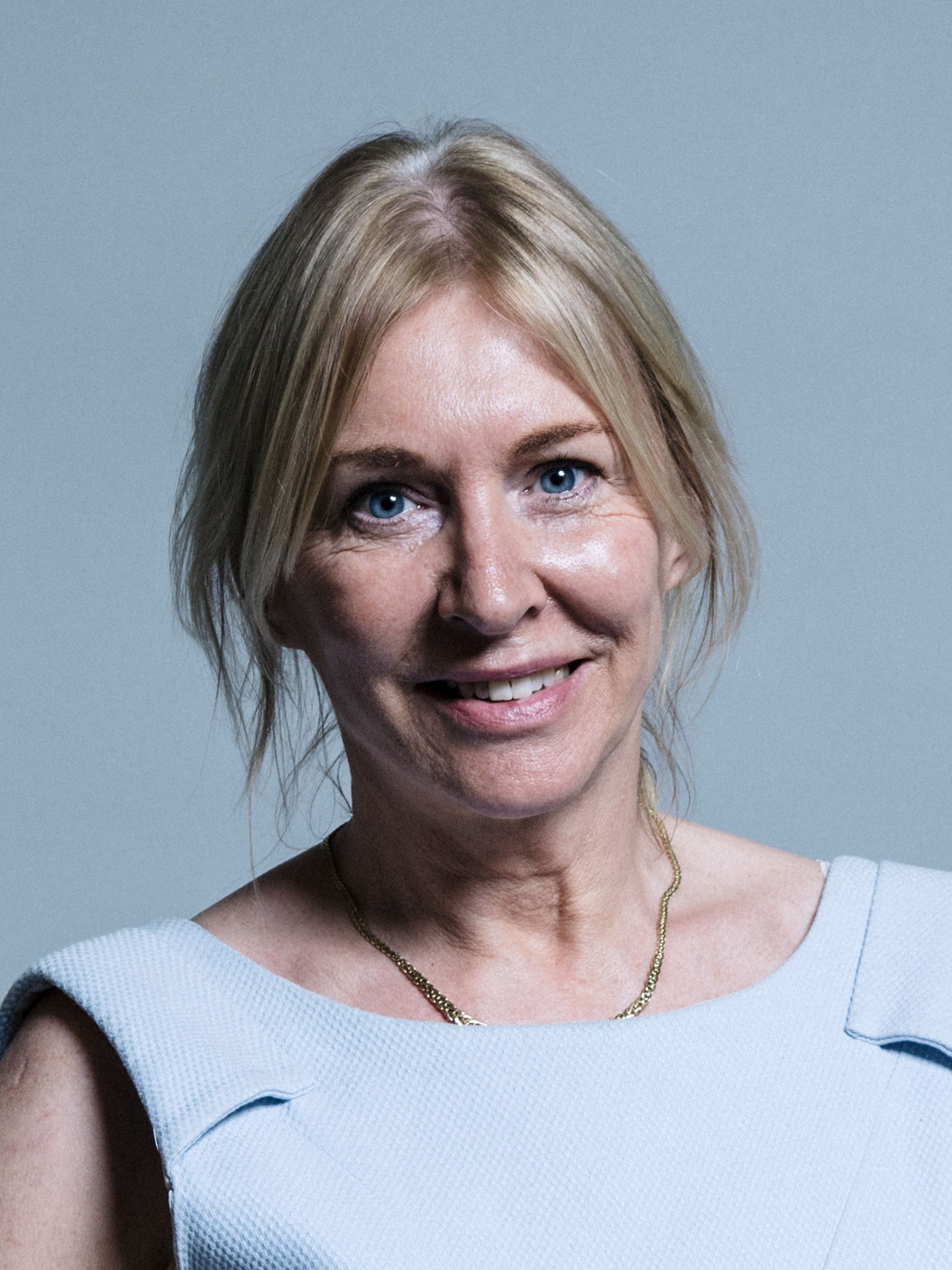
Nadine Dorries (2005-2023)